# King Animal Demos
King Animal Demos – ósmy minialbum amerykańskiego zespołu muzycznego Soundgarden, opublikowany 20 kwietnia 2013 nakładem wytwórni Republic. Ukazał się w formacie winylowym z okazji Record Store Day. 

## Lista utworów
| Nr | Tytuł utworu             | Autorzy                                            | Długość |
| -- | ------------------------ | -------------------------------------------------- | ------- |
| 1. | „Bones of Birds”         | Chris Cornell                                      | 3:27    |
| 2. | „By Crooked Steps”       | Cornell • Kim Thayil • Ben Shepherd • Matt Cameron | 4:24    |
| 3. | „Halfway There”          | Cornell                                            | 3:34    |
| 4. | „Worse Dreams”           | Cornell                                            | 3:21    |
| 5. | „Black Saturday”         | Cornell                                            | 3:17    |
| 6. | „A Thousand Days Before” | Thayil                                             | 4:25    |
|    |                          |                                                    | 22:28   |

## Skład
Soundgarden
- Chris Cornell – śpiew, gitara rytmiczna
- Kim Thayil – gitara prowadząca
- Ben Shepherd – gitara basowa
- Matt Cameron – perkusja

Produkcja
- Producent muzyczny: Adam Kasper